# Shōwa-Zeit
Die Shōwa-Zeit (japanisch 昭和時代 Shōwa-jidai, deutsch ‚Ära des erleuchteten Friedens‘) ist die Bezeichnung für eine Ära in der Geschichte Japans. Sie bezeichnet die Regierungszeit des Tennō Hirohito, des dritten Kaisers der modernen Periode, vom 25. Dezember 1926 bis zum 7. Januar 1989. Shōwa (昭和, Ligatur: ㍼) ist dabei die Regierungsdevise (Nengō) Hirohitos.

## Etymologie
Der Begriff Shōwa wurde dem klassischen chinesischen Geschichtswerk Shujing entlehnt. Darin findet sich bei der Beschreibung des mythologischen Kaisers Yao der Satz 百姓昭明，協和萬邦,  bǎixìng zhāomíng, xiéhé wànbāng (jap. hyakusei shōmei, kyōwa bampō) mit der Bedeutung „When the hundred clans had become illustrious, he harmonized the myriad states. (Als die hundert Sippen erhaben waren, vereinheitlichte er die Vielzahl an Staaten.)“

## Geschichte
Die erste Hälfte der Shōwa-Periode war die Hochphase des japanischen Imperialismus bis zur Kapitulation 1945, die das endgültige Ende des Zweiten Weltkriegs markiert. Dabei gab der junge Kaiser unter dem Einfluss verschiedener Generäle der japanischen Armee die Befehle zum Angriff auf China, die Philippinen und die USA. Nach dem Abwurf der ersten Atombomben sprach Kaiser Hirohito als erster japanischer Kaiser persönlich zu seinem Volk: Er verkündete in einer Radiobotschaft die Kapitulation Japans und entsagte unter dem Druck der Amerikaner gleichzeitig seinem Anspruch auf göttliche Abstammung, um den Weg für eine neue friedliche und demokratische Gesellschaftsordnung freizumachen. Aufgrund des hohen Ansehens des Kaisers wurde, anders als in Italien, die Abschaffung der Monarchie nicht erwogen; der Tennō verlor zwar in der neuen Verfassung fast alle politischen Mitspracherechte, blieb aber in seinen restlichen 44 Regierungsjahren hoch respektiert.
In der zweiten Hälfte der Showa-Zeit, der Nachkriegszeit, gelang Japan ein Wirtschaftswunder, welches das der Bundesrepublik Deutschland überstieg und Japan in den 1980er Jahren bis zur zweitgrößten Wirtschaftsmacht der Welt erhob.
Seit seinem Tod trägt Hirohito nach japanischem Brauch auch selbst den Namen Shōwa. Der Shōwa-Zeit ging die Taishō-Zeit voraus, es folgte die 1989 beginnende Heisei-Zeit.

## Wichtige Ereignisse

### Politische und militärische Ereignisse
- 1930: Unterzeichnung des Londoner Flottenabkommens
- 1932: Marionettenstaat Mandschukuo mit Puyi wird nach der Mandschurei-Krise gegründet.
- 1933: Japan verlässt den Völkerbund.
- 7. Juli 1937: Beginn des zweiten Sino-Japanischen-Kriegs
- 1940: Dreimächtepakt zwischen Japan, Deutschland und Italien
- 6. September 1941: Beschluss, den Krieg gegen Amerika und Großbritannien zu eröffnen; Eroberung der europäischen Kolonien in Asien („Asien den Asiaten“)
- 1. Dezember 1941: Der Tennō befiehlt den Krieg gegen die USA.
- 7. Dezember 1941: Angriff auf Pearl Harbor und Kriegserklärung Japans an die USA und Großbritannien eröffnen den Pazifikkrieg.
- 6. August 1945: Die USA werfen die erste Atombombe auf Hiroshima.
- 9. August 1945: Die zweite Atombombe der USA fällt auf Nagasaki (siehe Atombombenabwürfe auf Hiroshima und Nagasaki).
- 15. August 1945: Über das Radio verkündet der Tennō die Kapitulation Japans; er gibt den Anspruch auf Göttlichkeit auf.
- 2. September 1945: Beginn der Alliierten Besatzung Japans
- 3. November 1946: Verkündung der von der Besatzungsregierung unter General MacArthur diktierten Japanischen Verfassung
- 1946–1948: Tokioter Kriegsverbrecherprozesse
- 1951: Friedensvertrag von San Francisco
- 1956: Japan wird Mitglied in den Vereinten Nationen
- November 1962: Liao-Takasaki-Memorandum (Handelsvertrag mit China)
- 25. November 1970: Putschversuch (Mishima-Vorfall)
- 23. Oktober 1978: Abschluss eines Friedens- und Freundschaftsvertrages mit der Volksrepublik China
- 22. September 1985: Plaza-Abkommen (massive Aufwertung des Yen gegenüber dem Dollar)

### Kulturelle und sportliche Ereignisse
- 1964 Olympische Sommerspiele in Tokio
- 1968 Literaturnobelpreis für Kawabata Yasunari
- 1972 Olympische Winterspiele in Sapporo

## Umrechnung in den Gregorianischen Kalender
| Shōwa-Jahr               | 1    | 2    | 3    | 4    | 5    | 6    | 7    | 8    | 9    | 10   | 11   | 12   | 13   | 14   | 15   | 16   | 17   | 18   | 19   | 20   | 21   |
| ------------------------ | ---- | ---- | ---- | ---- | ---- | ---- | ---- | ---- | ---- | ---- | ---- | ---- | ---- | ---- | ---- | ---- | ---- | ---- | ---- | ---- | ---- |
| Gregorianischer Kalender | 1926 | 1927 | 1928 | 1929 | 1930 | 1931 | 1932 | 1933 | 1934 | 1935 | 1936 | 1937 | 1938 | 1939 | 1940 | 1941 | 1942 | 1943 | 1944 | 1945 | 1946 |
| Shōwa-Jahr               | 22   | 23   | 24   | 25   | 26   | 27   | 28   | 29   | 30   | 31   | 32   | 33   | 34   | 35   | 36   | 37   | 38   | 39   | 40   | 41   | 42   |
| Gregorianischer Kalender | 1947 | 1948 | 1949 | 1950 | 1951 | 1952 | 1953 | 1954 | 1955 | 1956 | 1957 | 1958 | 1959 | 1960 | 1961 | 1962 | 1963 | 1964 | 1965 | 1966 | 1967 |
| Shōwa-Jahr               | 43   | 44   | 45   | 46   | 47   | 48   | 49   | 50   | 51   | 52   | 53   | 54   | 55   | 56   | 57   | 58   | 59   | 60   | 61   | 62   | 63   |
| Gregorianischer Kalender | 1968 | 1969 | 1970 | 1971 | 1972 | 1973 | 1974 | 1975 | 1976 | 1977 | 1978 | 1979 | 1980 | 1981 | 1982 | 1983 | 1984 | 1985 | 1986 | 1987 | 1988 |